# 1908–1909-es magyar labdarúgó-bajnokság (első osztály)
A 8. hivatalos bajnokság. Az 1908-1909-es bajnokságot biztosan nyerte meg az FTC, ez volt negyedik bajnoki címe. Ősszel még a veretlen MAC vezette a bajnokságot, tavasszal megint nem ment jól a csapatnak. A Ferencváros viszont pontvesztés nélküli tavaszi játékával megszerezte a győzelmet. Osztályozó mérkőzések nélkül kiesett az utolsó csapat (Typographia) és feljutott a II. osztály bajnoka (Nemzeti SC).
Az Újpestnél játszó két Molnár testvér, Ferenc és Imre szélhámossága borzolta a kedélyeket. Kölcsönöket vettek fel klubjuktól, majd átmentek a BTC-be ahol megint adósságokat csináltak, amikor sok lett a tartozás visszatértek volna Újpestre. Az Újpest gyűjtést szervezett, összeszedte a pénzt és kifizette a tartozást. A két Molnár ekkor úgy döntött mégis a BTC-nél marad. Az MLSZ fél évig vizsgálta a ügyet, két évre eltiltotta a játékosokat és az érintett klubokat is figyelmeztette.

## A végeredmény
| # | Csapat          | J  | Gy | D | V  | Rg | Kg | Gk  | P  | Megjegyzés |
| - | --------------- | -- | -- | - | -- | -- | -- | --- | -- | ---------- |
| 1 | Ferencvárosi TC | 16 | 14 | - | 2  | 69 | 21 | +48 | 28 | Bajnok     |
| 2 | MAC             | 16 | 8  | 6 | 2  | 33 | 25 | +8  | 22 |            |
| 3 | Budapesti TC    | 16 | 9  | 3 | 4  | 27 | 16 | +11 | 21 |            |
| 4 | MTK             | 16 | 9  | 2 | 5  | 43 | 19 | +24 | 20 |            |
| 5 | Fővárosi TC     | 16 | 8  | 2 | 6  | 36 | 36 | 0   | 18 |            |
| 6 | BAK             | 16 | 6  | 2 | 8  | 24 | 28 | -4  | 14 |            |
| 7 | Bp. Törekvés SE | 16 | 4  | 3 | 9  | 30 | 49 | -19 | 11 |            |
| 8 | Újpesti TE      | 16 | 3  | 2 | 11 | 19 | 41 | -22 | 8  |            |
| 9 | Typographia SC  | 16 | -  | 2 | 14 | 13 | 59 | -46 | 2  | Kiesett    |

## Kereszttáblázat
|                 | FTC  | MAC | BTC | MTK | Főv.TC | BAK | Törekvés | ÚTE | Typ. |
| --------------- | ---- | --- | --- | --- | ------ | --- | -------- | --- | ---- |
| Ferencvárosi TC | XXX  | 3-5 | 2-4 | 4-2 | 3-1    | 2-1 | 6-1      | GY  | 12-2 |
| MAC             | 1-5  | XXX | 2-1 | 1-0 | 2-2    | 1-1 | 2-2      | 1-0 | 4-0  |
| Budapesti TC    | 0-3  | 0-0 | XXX | 0-1 | 0-3    | 2-0 | 2-2      | 2-1 | 3-0  |
| MTK             | 0-1  | 4-0 | 1-1 | XXX | 4-3    | 1-2 | 2-0      | 1-1 | 8-1  |
| Fővárosi TC     | 1-11 | 3-3 | 1-2 | 1-0 | XXX    | 2-1 | 5-2      | 3-1 | 2-1  |
| BAK             | 0-4  | 1-3 | 0-1 | 1-3 | 2-1    | XXX | 2-2      | 5-0 | 2-1  |
| Bp. Törekvés SE | 0-5  | 1-2 | 0-6 | 2-3 | 2-3    | 4-3 | XXX      | 1-4 | 4-1  |
| Újpesti TE      | 2-6  | 1-5 | 0-1 | 1-8 | 2-1    | 0-1 | 1-4      | XXX | 2-2  |
| Typographia SC  | 1-2  | 1-1 | 0-2 | 0-5 | 0-4    | 1-2 | 2-3      | 0-3 | XXX  |

A bajnok Ferencvárosi Torna Club játékosai: Fritz Alajos (14) - Rumbold Gyula (12), Manglitz Ferenc (11) - Weinber János (15), Bródy Sándor (15), Gorszky Tivadar (14) - Kucsera "Kurucz" István (14), Weisz Ferenc (13), Koródy I Károly (12), Schlosser Imre (15), Szeitler Károly (15). Játszott még: Gerstl Ede (6), Halász Géza (3), Rónay Zoltán (2), Braun II Rezső (1), Janisch György k.(1), Sábián Károly (1), Tokárszky Kálmán (1).
A 2. helyezett Magyar Athletikai Club játékosai: Abaffy Gyula, Duda II, Fecht Pál, Fekete Gyula, Feketeházy II Gyula, Foczy, Fodor Rezső, Kelemen I Béla, Krempels József, Major Kálmán, Makó, Medgyessy Iván, Meleghy Gyula, Niessner Aladár, Sipos-Sellő Ernő, Vangel Gyula dr.
A 3. helyezett Budapesti Torna Club játékosai: Bihari Ferenc (k), Dobó Gyula, Ficzere I Antal, Ficzere II Péter, Késmárky Ákos, Korda Győző, Levák István, Marosi Lajos, Mészáros Árpád, Molnár I Ferenc, Molnár II Imre, Molnár III Ödön, Oláh Károly, Rákóczi Jenő, Sárközy Sándor dr., Schaschek Ödön, Simon Ferenc, Szendrő Oszkár.
A 4. helyezett Magyar Testgyakorlók Köre játékosai: Bányai Lajos, Bíró Gyula, Domonkos László k., Ellinger Elemér, Ellinger Leó, Farkas István, Holits Ödön k., Károly Jenő, Kertész I Gyula, Kertész II Vilmos, Knapp Miksa k., Kürschner Izidor, Müller József, Nagy Ferenc, Rácz Béla, Révész Béla, Sebestyén Béla, Szántó Károly, Taussig Imre, Vida II Lajos.
Az 5. helyezett Fővárosi Torna Club játékosai: Beimel Miksa, Fekete Miklós, Gorupp Ferenc, Herczog Jenő, Herner Sándor, Jergencz Ignác, Müller Sándor, Nagyhegyi Mátyás, Nemetz "Német" Ernő, Rauch Géza, Reich Ignác, Roóz I Ernő, Roóz II Oszkár, Rusz Miklós, Salamon Sándor, Schönfeld Aladár, Szentey Sándor, Weisz "Vágó" Antal, Weisz Hugó.
A 6. helyezett Budapesti Athletikai Klub játékosai: Cseh János, Gállos Sándor, Gerő Jenő, Glatter Gusztáv, Glatter Richárd, Grósz Ferenc, Grósz József, Grünwald Miksa, Halász Endre, Ligeti Ferenc, Müller József, Nagy József, Nemetz Jenő, Révész Leó, Rudas Ernő, Varga János, Waldner Károly, Weisz Aladár.
A 7. helyezett Törekvés Sport Egylet játékosai: Csonka Kálmán, Dürr Antal, Hauswald Károly, Horváth Gyula, Izsó László k., Kauffmann Aladár, Kiss Ernő, Nyilas István, Pejtsik Imre, Pejtsik István, Renner, Sury Károly, Szedlyák Gusztáv, Szednicsek Károly, Takács Dániel.
A 8. helyezett Újpesti Torna Egylet játékosai: Bucsek Pál, Fandl Géza, Fürst Oszkár, Goldstein Ármin, Herschkovits László, Imre Péter, Kazár Tibor, Kardos I Ferenc, Klein Jenő, Kovács Aladár, Ludwig Antal, Novák Sándor, Petz Péter, Rapai József, Révész, Rossmann József, Soltész Béla, Surnik Béla, Surnik Róbert, Szabó I Ferenc, Szidon István, Teszárik, Vranák Lajos, Zachár Ferenc, Zachár Pál.
A 9. helyezett Typographia Sport Club játékosai: Blitz Jenő, Blitz Vilmos, Drukesitz István, Geiser I György, Geiser II Ádám, Hauber, Kanyaurek István, Kanyaurek Lipót, Kocsis Pál, Krausz Sándor, Mandl Rezső, Orsolyák József, Rizsovits, Steiner Lajos, Weisz Béla, Weisz Ernő.

## Díjak
| Bajnok 1908/9    |
| FTC 4. Bajnokság |

| Az év játékosa    | Gólkirály                   |
| Rumbold Gyula FTC | Schlosser Imre FTC (30 gól) |

## Kerületi bajnokságok
Vidéki kerületi bajnokságok,
- Nyugat:

1. Győri ETO
2. Pozsonyi TE
3. Pozsony-Újvárosi LE
4. Soproni FAC
5. Pozsony-Terézvárosi FC
- Észak:

1.  Kassai AC
2. Kassai Munkás TE
3. Sóvári TE
- Dél:

1. Bácska Szabadkai AC
2. Szegedi AK
3. Aradi AC
4. Aradi Postás SE
5. Kaposvári AVC
- Kelet:

1. Kolozsvári KASK
2. Kolozsvári AC
3. Kolozsvári Vasutas SC
4. Marosvásárhelyi SE
5. Kolozsvári FC
Elődöntők:
Bácska Szabadkai AC - Győri ETO 0:0 és 0:5,
Kassai AC - Kolozsvári KASK 7:0.
Döntő: Kassai AC - Győri ETO 3:2.
A győztes Kassai AC csapata: Hlaváts Dénes - Stefán Ferenc, Stiller Gyula - Tóth Ferenc, Nagy Mihály, Kannengieser Béni - Mészáros Jenő, Bodnár Sándor, Héricz Géza, Bodnár Andor, Klein Gyula. A kassai sárga-kékek kihívták az országos bajnok címért a Ferencvárost, amely 11:0-ra nyert ellenük.